# 30 روك
30 روك (بالإنجليزية: 30 Rock)‏ هو مسلسل كوميدي أمريكي ببطولة تينا فاي (التي انشأته) وألك بالدوين. يبث على القناة الأمريكية إن بي سي(NBC) منذ 11 تشرين الأول / أكتوبر 2006م وتم عرض الحلقة الأخيرة في تاريخ 31 كانون الثاني / يناير من عام 2013م.
تجري أحداث هذه السلسلة في نيويورك ومبنى 30 روكفلر بلازا وتتناول يوميات أشخاص تعمل في ميدان الإنتاج التلفزيوني.
للسلسلة سبعة مواسم (07) و139 حلقة.
وترشح المسلسل في جوائز الغولدن غلوب بعدد 17 ترشيح وحصل على 6 منها، وترشح في جائزة إيمي بعدد 103 ترشيح وحصل على 16 منها.

## روابط خارجية
- 30 روك على موقع IMDb (الإنجليزية)
- 30 روك على موقع ميتاكريتيك (الإنجليزية)
- 30 روك على موقع الموسوعة البريطانية (الإنجليزية)
- 30 روك على موقع روتن توميتوز (الإنجليزية)
- 30 روك على موقع نتفليكس (الإنجليزية)
- 30 روك على موقع أول موفي (الإنجليزية)
- 30 روك على موقع فيلمافينيتي (الإسبانية)
- 30 روك على موقع كينوبويسك (الروسية)
- 30 روك على موقع ألو سيني (الفرنسية)
- 30 روك على موقع قاعدة بيانات الفيلم (الإنجليزية)